# جنبش اتحاد انقلابی

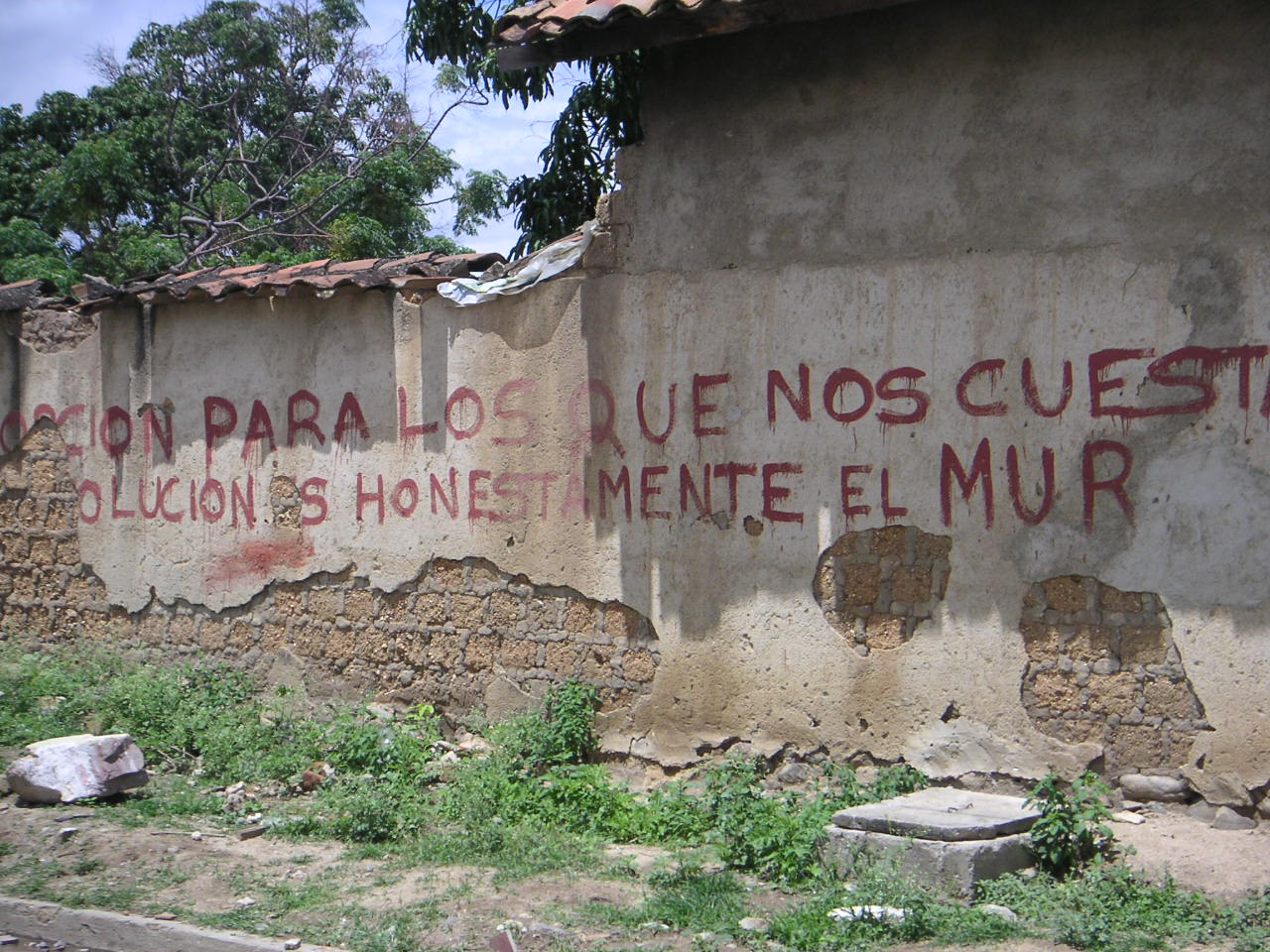

جنبش اتحاد انقلابی (به اسپانیایی: Movimiento de Unidad Revolucionaria) حزبی سیاسی در نیکاراگوآ است.
حزب در سال ۱۹۸۸ تأسیس شد.
این حزب نشریه‌ای به نام اتحاد انقلابی (Unidad Revolucionaria) را منتشر می‌کند.
در انتخابات مجلس ۱۹۹۰ حزب ۱ کرسی دریافت کرد (۱%).
، 